# Alencar

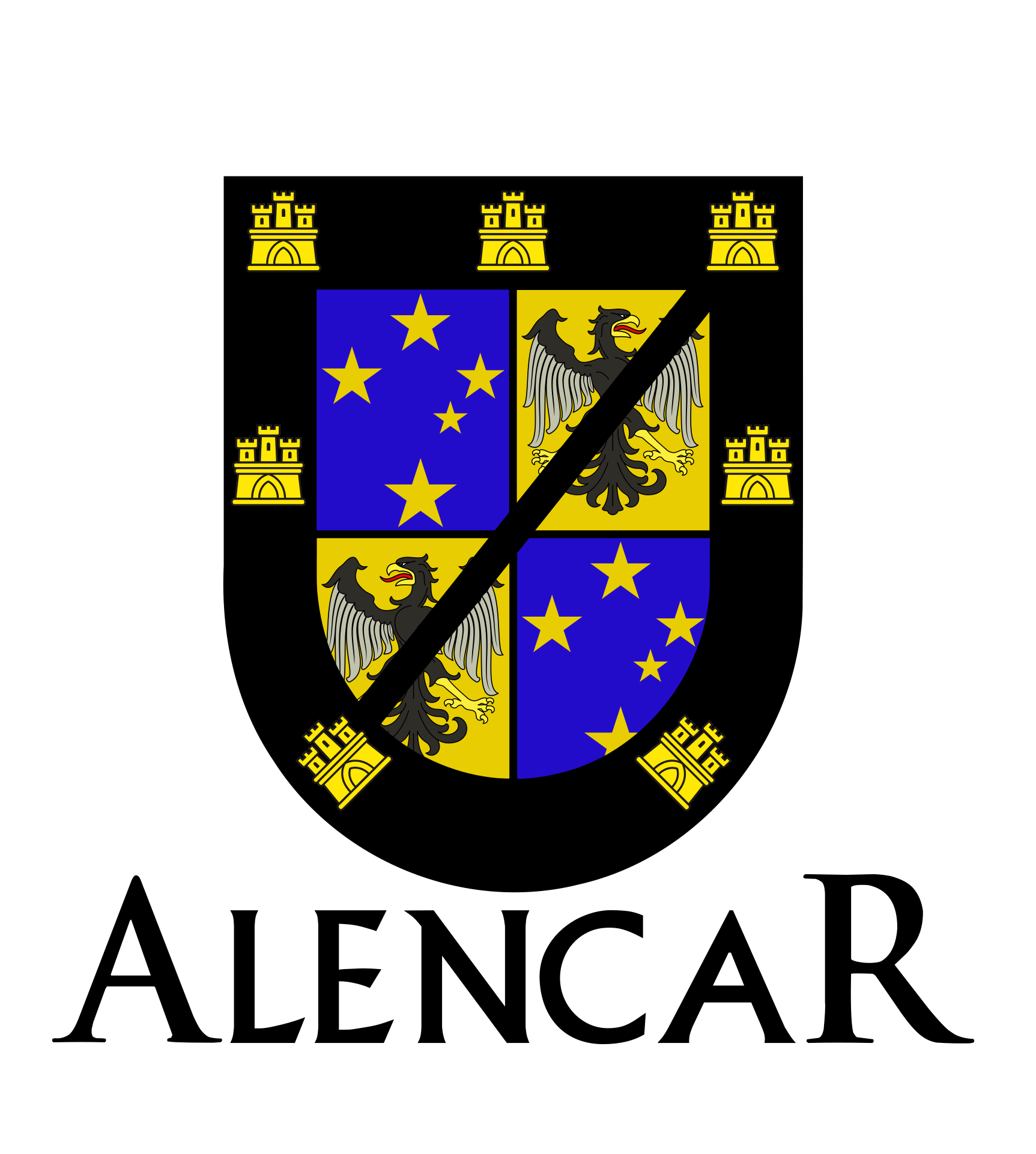
Brasão da Família Alencar

Alencar (por vezes Alancar, Alanquar, Alamquer, Alenquer, Alemquer ou Alan-Kerk) é um Apelido de familia toponímico derivado da vila de Alenquer em Portugal com ramos em diversos países como Espanha, Alemanha, Itália e Brasil. O clã não possui história de nobreza reconhecida no reino de Portugal. No entanto, membros da família gozaram de títulos nobiliárquicos em alguns países como a Itália, Espanha e Brasil.

### Origens
O nome da família Alencar deriva da freguesia de Alenquer nos arredores de Lisboa em Portugal. Considera-se que a dita vila foi assim nomeada pelos Alanos (povos nômades e guerreiros de origem árabe) que viviam naquela região. Alenquer deriva da junção de Alan (dos Alanos) e Kerk (templo ou igreja), significando, assim, templo dos Alanos. Há, ainda, a teoria de que o sobrenome Alencar derive do alemão Allen-Kerk, mas essa teoria carece de literatura e fontes que a corroborem.

### História no Brasil

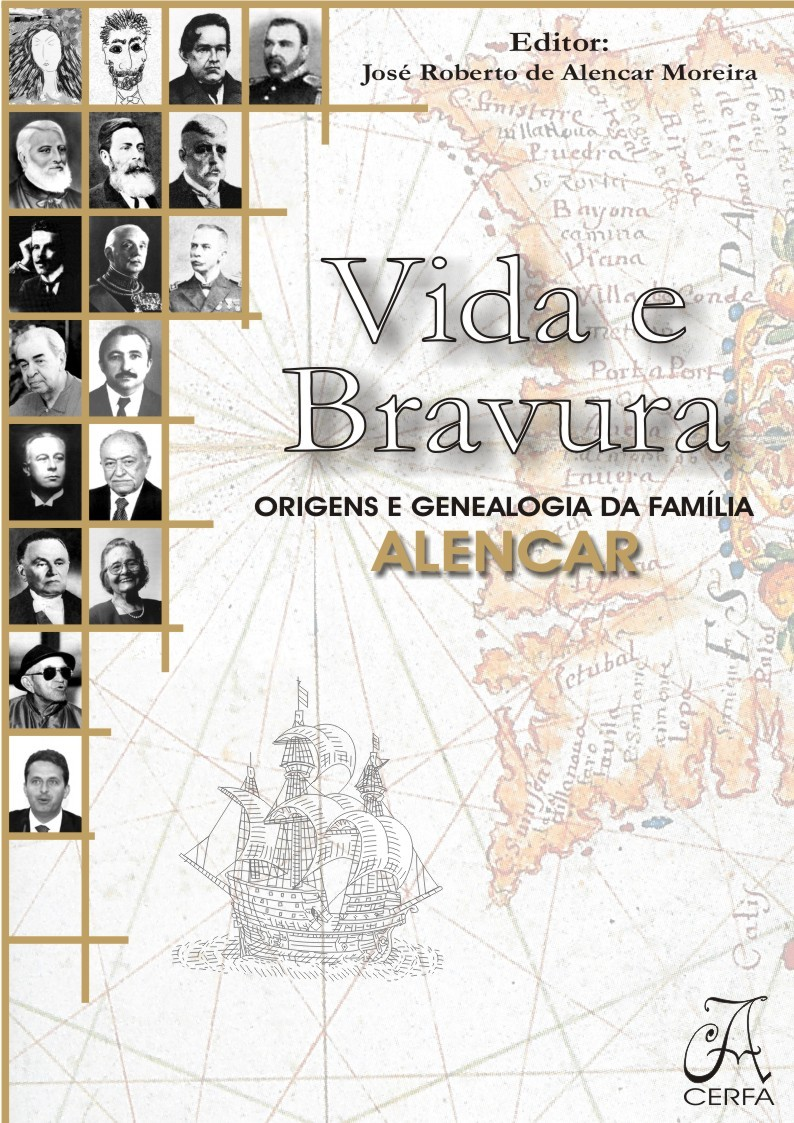
Vida e bravura origens e genealogia da família Alencar

A família dá início a sua história no Brasil a partir do casal formado por Dorotéa de Alenquer (filha de Ricardo de Alenquer e Isabel Pereira) e Martinho Pereira do Rego. Já o terceiro casamento de Martinho, o casal uniu-se em matrimônio em Braga, Portugal em meados do século XVII. Dessa relação nasceram dez filhos: Leonel Pereira de Alencar Rego (patriarca da Família Alencar no Brasil), Marta de Alencar Rego, João Francisco Pereira de Alencar Rego, Alexandre Pereira de Alencar Rego, Maria, Ricardo, Guiomar, Eugênia, Dálcio e Fábio.
No ano de 1650, quatro dos filhos de Dorotéa embarcaram, sem apoio financeiro ou titular da coroa, para o Brasil, desembarcaram na Bahia os irmãos: Leonel, João Francisco, Alexandre e Marta. Martinho do Rego chegou a morar na capital baiana ente os anos de 1650 e 1680, retornando a Portugal posteriormente.
No Brasil, de Alenquer tornaram-se Alencar, a partir do casamento do português Leonel Pereira de Alenquer Rego com a baiana Maria de Assumpção de Jesus, em Salvador. Arrendaram terras no interior do Nordeste pela Casa da Torre de Garcia D'ávila (uma entidade latifundiária baiana), tomando posse do direito de desbravar e explorar as terras próximas à chapada do Araripe, hoje compreendida entre os estados de Ceará, Piauí e Pernambuco. Nas primeiras décadas de exploração combateram e fizeram alianças com tribos indígenas que viviam na naquelas terras, dentre elas a tribo Ançu que aliou-se aos alencares, homenageada posteriormente dando nome à cidade de Exu, Pernambuco. Leonel e seus irmãos subiram o riacho do Brígida e assentaram-se nas proximidades de sua nascente e estabeleceram fazendas, dentre elas a Caiçara e a Gameleira, onde tornaram-se grandes criadores de gado na região do Araripe. Posteriormente os irmãos se espalharam pelos arredores da chapada: João francisco se estabeleceu em Brejo Seco, atual Araripe, Ceará; Alexandre fundou a fazenda Bodocó que posteriormente viria a dar origem ao município de Bodocó-PE e Marta casou-se em Santa Maria da Boa Vista, Pernambuco e foi para o Piauí.
Pelas fazendas Caiçara e Gameleira, Leonel pagava o arrendamento ao Coronel Francisco Dias D'ávila até meados do século XVIII. Quanto se tornou proprietário do vasto trecho de terras, desmembrou a sua posse primitiva em outras fazendas, tais como: Araripe, Morro e Caracuri.
Os Irmãos Alencar tornaram-se Coronéis da terra, tiveram vasta prole e seus filhos espalharam-se por todo o Brasil, influenciando eventos históricos importantes e produzindo personalidades de grande importância especialmente nas esferas militar, cultural e política regional e nacional.

## Alencares em destaque

#### Bárbara de Alencar

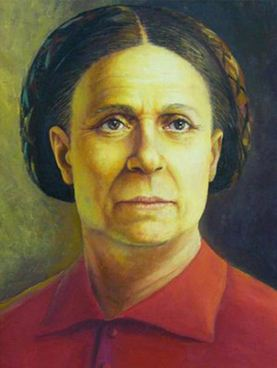
Bárbara de Alencar

Nascida em 11 de Fevereiro de 1760 na fazenda Caiçara, neta de Leonel, casou-se em 1782 com o Capitão português e comerciante José Gonçalves dos Santos na então Vila do Crato-CE, com quem teve cinco filhos: João Gonçalves Pereira de Alencar, Carlos José dos Santos Alencar, Joaquina Maria de São José Alencar, Tristão Gonçalves Pereira de Alencar e José Martiniano de Alencar (pai do escritor José de Alencar e do Barão de Alencar). Foi a primeira mulher republicana revolucionária do Brasil, líder fervorosa na revolução pernambucana de 1817 declarando junto aos seus filhos a república do Crato tornando-se, assim, a primeira presidente mulher em território brasileiro. Acusada de traição, foi perseguida por várias províncias, tornou-se a primeira  presa política do país. Pela Lei 13.056/2014 foi declarada como heroína da Pátria por sua atuação na revolução pernambucana e na confederação do equador e teve seu nome registrado no livro dos Heróis da Pátria, depositado no Panteão da Pátria e da Liberdade Tancredo Neves, em Brasília.

#### OBarão de Exu

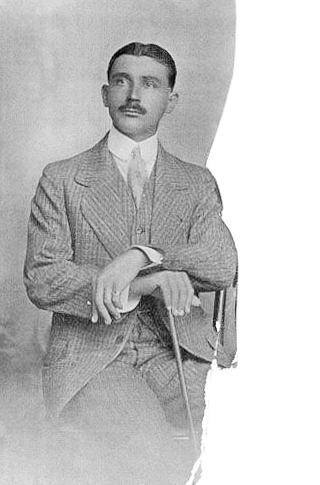
1º Barão de Exu

Nascido em 18 de Junho de 1822 em Exu, sobrinho de Bárbara, Guálter Martiniano de Alencar Araripe foi um político muito importante na província, sendo diversas vezes eleito deputado provincial por Pernambuco, também era Coronel da Guarda Nacional. Foi agraciado o título de Barão de Exu em 15 de Novembro de 1888 por decreto imperial do Imperador Dom Pedro II do Brasil.

#### José de Alencar

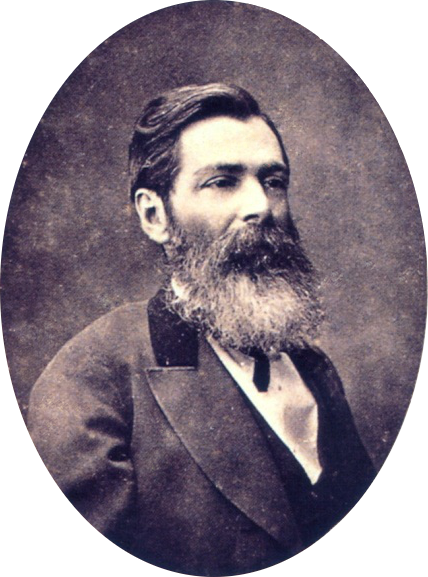
José de Alencar

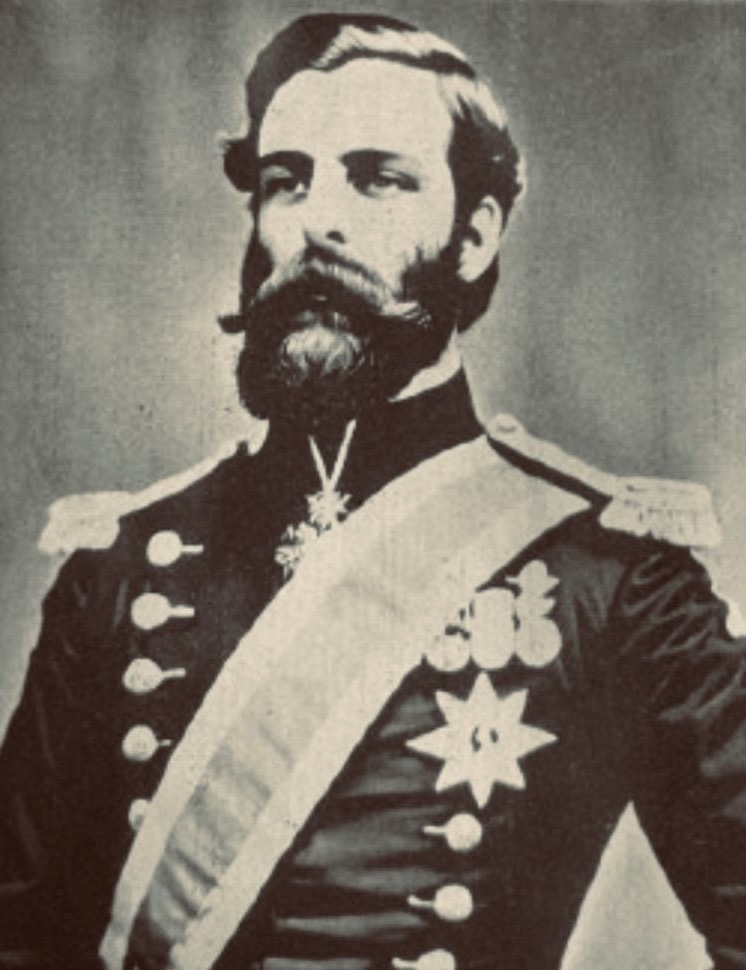
1º Barão de Alencar

Nascido em 1 de Maio de 1829 em Messejana, José Martiniano de Alencar foi um dos maiores e mais importantes romancistas do país, dando início ao movimento romancista brasileiro, creditado por ser o criador da literatura nacional por ser o primeiro a escrever sobre temas domésticos, com destaque para a valorização dos indígenas como figuras de definição de nacionalidade brasileira. José também foi jornalista, político, advogado e dramaturgo, era filho do senador da província do Ceará, José Martiniano Pereira de Alencar, filho de Bárbara.

#### Barão de Alencar
Nascido em 5 de dezembro de 1832 foi um nobre, advogado, político e diplomata brasileiro. Representou o Brasil como diplomático em várias ocasiões, principalmente na América do Sul e na Europa. Era filho do governador do Ceará, o senador José Martiniano Pereira de Alencar, e irmão mais novo do famoso romancista José de Alencar.

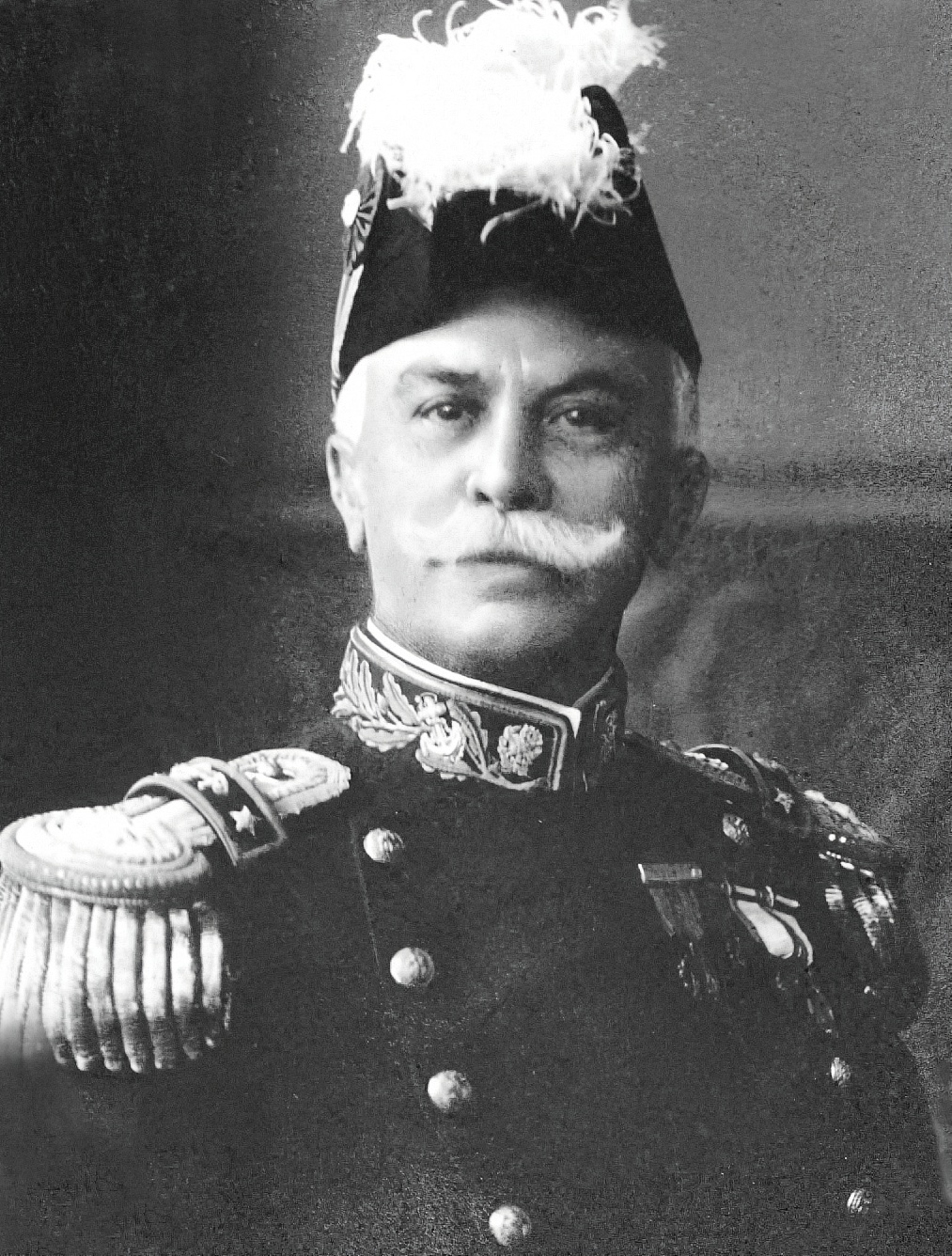
Almirante Alexendrino

#### AlmiranteAlexandrino Faria de Alencar
Nascido em 12 de Outubro de 1848, foi um Almirante da Marinha do Brasil, político, Senador e Ministro da Marinha, Ministro do Supremo Tribunal Militar. Teve grande importância na Revolta da Armada em 1893 no comando do encouraçado Aquibadã. Foi amigo e tutor de João Cândido Felisberto que posteriormente viria a liderar a Revolda da chibata. Combateu na guerra do Paraguai, condecorado tanto no Brasil como na Argentina.

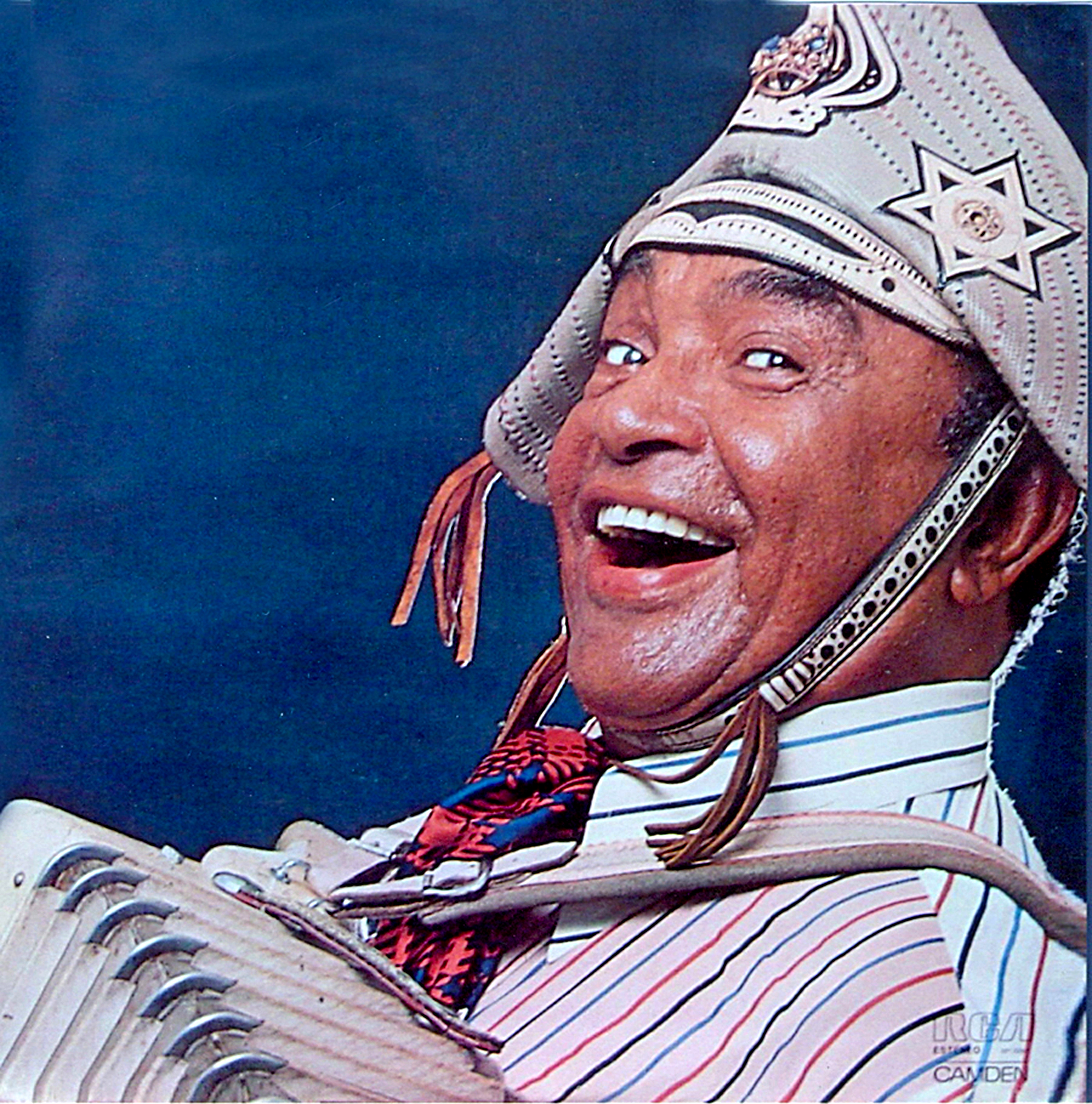
O Rei do Baião, Luiz Gonzaga

#### Luiz Gonzaga
Nascido em 13 de Dezembro de 1912 na fazenda Araripe, terra do Barão de Exu, foi cantor, compositor, militar, e instrumentista, foi um dos maiores nomes da cultura popular nacional passando a ser reconhecido como o Rei do Baião. Filho de Januário José dos Santos com Ana Batista de Jesus, filha de José Moreira de França Alencar. Luiz cresceu sob a proteção e influência de sua família em Exu, cidade que deixou por motivos de desavenças com um coronel da região.

### Outros Alencares de destaque
- Tristão Gonçalves de Alencar Araripe
- Alencar Furtado
- Chico Alencar
- Manoel de Alencar Guimarães
- Tristão de Alencar Araripe
- Tristão de Alencar Araripe
- Eduardo Campos
- Armando de Alencar
- José Cochrane de Alencar
- Miguel Arraes de Alencar
- Marechal Humberto de Alencar Castelo Branco
- Albery Seixas
- Oscar Araripe
- Patativa do Assaré
- Jaguar (chargista)
- Guel Arraes
- Pedro Nava
- Tristão de Alencar Araripe Junior
- Mário de Alencar
- Rachel de Queiroz
- Paulo Coelho
- Hélio Jaguaribe
- Kennedy Alencar
- Raphael Alencar (Cantor de Forró)
- João Campos
- Ana Arraes
- Marília Arraes [8]
- Maria Arraes
- Pedro Campos
- Zé gonzaga
- Gonzaguinha
- Daniel Gonzaga
- Uldurico Júnior
- Meton de Alencar
- Otto de Alencar
- Tadeu Alencar
- César de Alencar
- Cleto Falcão
- Alencar (futebolista)
- Jadyel Alencar
- José Alencar Furtado
- Idilvan Alencar
- Rafael Vitti
- Antonino Pereira de Alencar
- José Vicente Pinto de Alencar da Silva
- Walton Alencar Rodrigues
- Barros de Alencar
- Thiago Maia
- Tito de Alencar Lima
- Alencar Santana
- Heitor Alencar Furtado
- Jadyel Alencar
- Eduardo Alencar
- Otto Alencar Filho
- Glória Coelho
- Marcus Vinicius Oliveira Alencar
- Jeová Alencar
- Marcello Alencar
- Valéria Alencar
- Cláudia Alencar
- Cláudia Alencar
- José Alencar
- Alencar da Silveira Júnior
- Jefferson Cardim Osório
- Fontes de Alencar
- Álvaro Gurgel de Alencar
- José de Souza Alencar
- Joaquim de Alencar Bezerra
- Francisco de Sales Alencar Batista
- Raimundo de Alencar Araripe
- Araripe Júnior
- Calé Alencar
- Carlos Augusto Peixoto de Alencar
- Ossian Araripe
- Hilário Alencar da Silva
- José Odon Maia Alencar
- Joaquim Alencar de Seixas
- Eduarda Brasil
- Heitor de Alencar Guimarães
- Fernando Ramos de Alencar
- Alencar Araripe
- Luiz Paulo Horta